# فوگو دی چاو

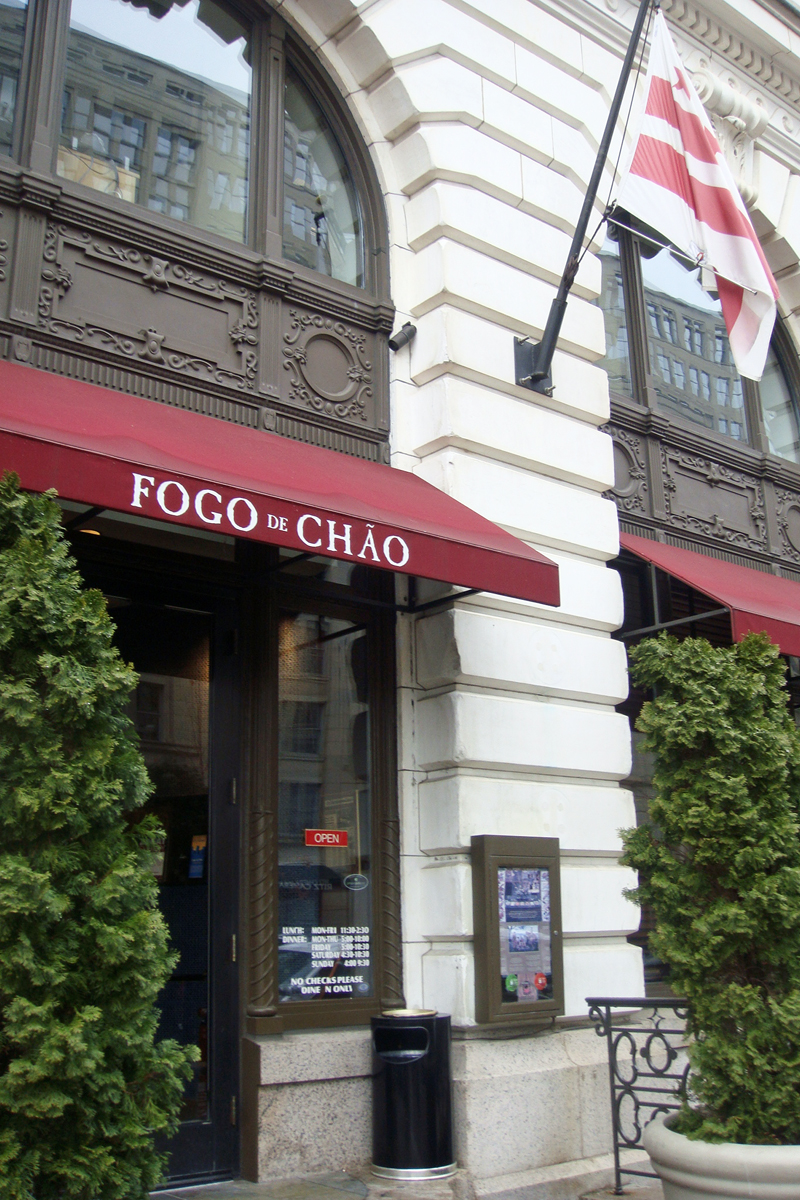
تصویری از یکی از رستوران های فوگو دی چاو واشینگتن آمریکا

فوگو دی چاو (انگلیسی: Fogo de Chão) شرکت رستوران‌های زنجیره‌ای آمریکایی است، که در سال ۱۹۷۹ تأسیس شد.